# Castelnuovo Bocca d'Adda
Castelnuovo Bocca d'Adda (IPA: [ˌkastelˈnwɔvo ˈbokka ˈdadda], Castelnöu in dialetto lodigiano) è un comune italiano di 1 523 abitanti della provincia di Lodi in Lombardia.

## Geografia fisica

### Territorio
Castelnuovo Bocca d'Adda è situata nel basso lodigiano, in prossimità della confluenza del fiume Adda nel Po, in località Brevia. Dista una quarantina di chilometri dal capoluogo provinciale, Lodi.
Il centro abitato è circondato da aree rurali e costeggiato dai due fiumi e da vari canali.
Nel mondo della pesca d'acqua dolce Castelnuovo è conosciuta per la pesca dei barbi che popolano il tratto basso dell'Adda. A Castelnuovo Bocca d'Adda, inoltre, vi è l'ultimo sbarramento sul fiume che determina una zona di pesca molto ricca.

## Storia
- Fagedum ("Bosco di faggi") (879 d.C.)
- Isola di Roncarolo o Roncarolo Lodigiano (X-XI secolo)
- Castelnuovo della Badessa (1133)
- Castelnuovo (verso la metà del XII secolo)
- Castelnuovo Bocca d'Adda (dalla fine del XII secolo)

Popolata dalla popolazione celtica dei Galli Insubri e fortificata dai Romani nel 223 a.C. (Polibio, Storie), fu contesa in epoca comunale per la sua posizione intermedia tra Piacenza e Cremona.
Nel XVI secolo, seppur da sempre inclusa nella diocesi di Lodi, era compresa nel contado di Cremona probabilmente perché conquistata militarmente nel Medioevo da tale città per la sua posizione fluviale. Nel 1319, Galeazzo I Visconti assediò Castelnuovo Bocca d'Adda con una grande flotta fluviale, ma venne respinto.  Dopo diverse vicende divenne feudo prima dei Fieschi (1477) e poi degli Stanga (XVI secolo).
Nel 1786, con la suddivisione della Lombardia austriaca in province, tornò alla provincia di Lodi, seguendo da allora le sorti del territorio lodigiano.
In età napoleonica (1809) al comune di Castelnuovo Bocca d'Adda furono aggregate Bonissima ("Bonisima ex Piacentino", oggi cascina molto vicino al Po semidistrutta dalla piena del 1823 insieme alla cascina Stanga), Maccastorna, Mezzanino e Meleti; Maccastorna e Meleti riacquistarono l'autonomia con la costituzione del Regno Lombardo-Veneto (1816).
Il nome antico del paese deriva dal castello un tempo esistente, e dalla posizione del paese, alla confluenza dell'Adda nel Po. In base ai recenti studi dello storico castelnovese Gianantonio Pisati è stato possibile mettere in evidenza come in una pergamena del 1133 (edita da Ettore Falconi e conservata presso l'archivio della chiesa di S. Agata di Cremona) compaia per la prima volta il toponimo "Castelnuovo" accompagnato dalla determinazione "della Badessa", in quanto tutto il paese costituiva parte dei domini del monastero della S. Resurrezione e dei SS. Fabiano, Sisto e Bartolomeo di Piacenza fin dall'879 d.C. Sempre Pisati ha posticipato la data tradizionale secondo la quale la determinazione geografica "Bocca d'Adda" compariva nel 1139 – sia G. Agnelli (Lodi e il suo territorio, 1917) sia don P. Rinaldi (Castelnuovo Bocca d'Adda attraverso i secoli, 1971) si fidarono dell'asserzione dell'Astegiano senza andare a controllare l'originale –: solo nel 1185-1189 (pergamena databile in base alla durata dell'incarico del podestà di Cremona nominato nel documento), infatti, si dice espressamente "Rationes Communis Cremone in Castronovo Boca Adue".

### Simboli
Lo stemma e il gonfalone del comune sono ancora in via di approvazione.
Il comune utilizza un gonfalone costituito da un drappo partito di bianco e di giallo.

## Monumenti e luoghi d'interesse
- Il castello visconteo, già attestato nel XII secolo, fu distrutto e incendiato dai Parmigiani nel 1188, ricostruito subito dopo e ampliato nel 1226 dal Comune di Cremona; nei secoli XVII e XVIII è stato modificato per poi diventare abitazione privata. L'attuale palazzo Stanga, invece, venne costruito alla fine del XVII secolo o forse, come testimonia una piccola lapide, nel 1705.

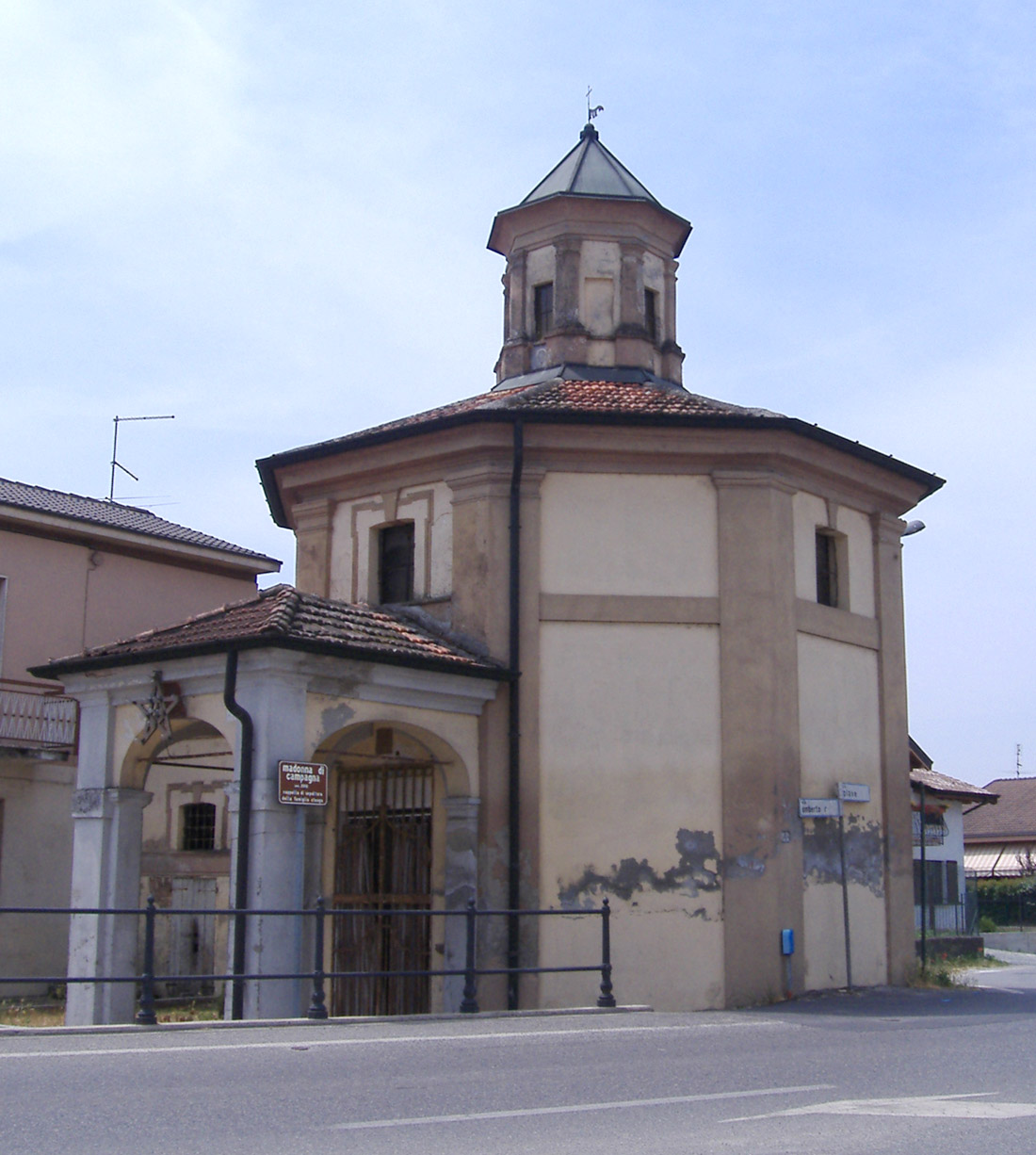
Cappella della Madonna di Campagna

- La chiesa prepositurale parrocchiale della Natività della Beata Vergine Maria, consacrata da Carlo Pallavicino, vescovo di Lodi, il 14 luglio 1471 e rifatta in stile barocco nel 1759-1760. Per antichità della data di consacrazione è "Decana delle chiese parrocchiali della Diocesi di Lodi". Ornata con stucchi e ori nell'anno santo 1900, restaurata nel 1976 e di nuovo nel 2006 con il posizionamento del nuovo pavimento in marmo (più di 500 m²). Il pregevole pulpito risale al 1901 e fu realizzato dalla Ditta Cesare Zonca di Treviolo, Bergamo.
- Annessa alla parrocchiale è la cinquecentesca cappella di S. Giovanni Battista a pianta ottagonale, un tempo di patronato della nobile famiglia Stanga di Cremona. Lo stile elegante e sobrio la rendono una delle realizzazioni più significative dell'architettura cremonese in ambito ecclesiastico del primo Cinquecento. L'interno presenta una bella tela della Presentazione al Tempio di Gesù di Angelo Massarotti e quattro stampe di grandi dimensioni del XVIII secolo.
- Sulla strada provinciale di fronte al cimitero si trova l'oratorio ottagonale della Beata Vergine Maria Annunciata detta Madonna di Campagna, edificata nel 1707 come luogo di sepoltura della nobile famiglia Stanga di Cremona.
- Sulla strada verso Meleti, in località Sant'Antonio, l'oratorio campestre di S. Antonio Abate, dove il venerabile Teresio Olivelli veniva clandestinamente ad assistere alla S. Messa.

## Società

### Evoluzione demografica
Abitanti censiti

### Etnie e minoranze straniere
Al 31 dicembre 2008 gli stranieri residenti nel comune di Castelnuovo Bocca d'Adda in totale erano 106, pari al 6,20% della popolazione. Tra le nazionalità più rappresentate troviamo:
| Paese   | Popolazione (2008) |
| ------- | ------------------ |
| India   | 28                 |
| Marocco | 22                 |
| Albania | 14                 |

## Geografia antropica
Secondo l'ISTAT, il territorio comunale comprende il centro abitato di Castelnuovo Bocca d'Adda e la località di Sant'Antonio-Falcone.

## Meteorologia
A Castelnuovo Bocca d'Adda è attiva una stazione meteo gestita in collaborazione con il Centro Meteorologico Lombardo.

## Economia
Il quadro economico è dominato dall'agricoltura, con allevamenti di bovini e suini e coltura di mais.
Ci sono anche alcune industrie e alcune imprese artigianali, anche se la maggioranza della popolazione attiva è occupata a Codogno e a Milano.

## Amministrazione
Segue un elenco delle amministrazioni locali.
| Periodo | Periodo   | Primo cittadino     | Partito                       | Carica  | Note |
| ------- | --------- | ------------------- | ----------------------------- | ------- | ---- |
| 1946    | 1951      | Francesco Gagliardi |                               | Sindaco |      |
| 1951    | 1957      | Giuseppe Salamini   |                               | Sindaco |      |
| 1957    | 1964      | Pietro Pavesi       |                               | Sindaco |      |
| 1964    | 1970      | Ugo Gaboardi        |                               | Sindaco |      |
| 1970    | 1980      | Cesare Campana      | Democrazia Cristiana          | Sindaco |      |
| 1980    | 1982      | Renato Pedrini      | lista civica (centrodestra)   | Sindaco |      |
| 1982    | 2004      | Primo Laccarini     | lista civica (centrosinistra) | Sindaco |      |
| 2004    | 2009      | Gianfranco Manzoni  | lista civica (centrodestra)   | Sindaco |      |
| 2009    | 2014      | Fabrizio Lucchini   | lista civica (centrosinistra) | Sindaco |      |
| 2014    | in carica | Marcello Schiavi    | lista civica (centrosinistra) | Sindaco |      |